# That Championship Season (film, 1982)
Pour plus de détails, voir Fiche technique et Distribution.
That Championship Season est un film américain, sorti en 1982.

## Fiche technique
- Titre : That Championship Season
- Réalisation : Jason Miller
- Scénario : Jason Miller d'après sa pièce
- Photographie : John Bailey
- Musique : Bill Conti
- Pays d'origine : États-Unis
- Format : Couleurs - 1,85:1 - Mono
- Genre : drame
- Date de sortie : 1982

## Distribution
- Bruce Dern : George Sitkowski
- Stacy Keach : James Daley
- Robert Mitchum : Coach Delaney
- Martin Sheen : Tom Daley
- Paul Sorvino : Phil Romano
- Arthur Franz : Macken